# Rilić (góra)
Rilić – góra w Chorwacji, część Biokova. Jej najwyższy szczyt to Velika Kapela (1158 m).

## Opis
Stanowi południowo-wschodnią część Biokova. Od jego pozostałej części oddzielona jest m.in. przełęczą Hrastovac (601 m). Rozciąga się na długości 30 km od Podgory do Jezior Baćinskich. Jej najwyższe wierzchołki to: Velika Kapela (1158 m), Šapašnik (920 m) i Sveti Ilija (773 m). Jest zbudowana z wapienia. Jej zbocza opadają stromo w stronę Morza Adriatyckiego.
Wzdłuż jej południowo-zachodniego podnóża przebiega Magistrala Adriatycka, a wzdłuż wschodniego trasa Vrgorac – Ploče.